# Iwan Barantschyk
Iwan Barantschyk (* 26. November 1989 in Amursk, Russland) ist ein belarussischer Profiboxer und ehemaliger IBF-Weltmeister im Halbweltergewicht. 

## Amateurkarriere
Iwan Barantschyk ist in Russland geboren, kam aber bereits als Kind nach Belarus, wo er im Alter von zwölf Jahren mit dem Boxsport begann. Sein größter Erfolg war der Gewinn der Goldmedaille bei den Junioren-Weltmeisterschaften 2009 in Armenien, wobei er auch den späteren Olympiasieger Robeisy Ramírez besiegen konnte.
Bei den Erwachsenen wurde er Belarussischer Meister der Jahre 2011, 2012 und 2013 im Leichtgewicht. Er schied im Viertelfinale der Europameisterschaften 2011 gegen Wolodymyr Matwijtschuk und in der Vorrunde der Weltmeisterschaften 2011 gegen Han Soon-chul aus.

## Profikarriere
Iwan Barantschyk gab sein Profidebüt im März 2014 und gewann drei Kämpfe in Minsk, im letzten gewann er die Belarussische Meisterschaft im Weltergewicht. Er unterzeichnete beim US-Promoter Fight Promotions und wurde von Gary Stark und Andre Rozier trainiert. Später wurde er auch von Tony Holden Productions und DiBella Entertainment promotet sowie von Pedro Díaz und Freddie Roach trainiert.
Er gewann seine folgenden 15 Kämpfe in den USA, davon 10 vorzeitig und erhielt aufgrund seines wilden Kampfstils und seiner Schlagkraft den Spitznamen „The Beast“. Zu seinen besiegten Gegnern zählten auch sieben bis dahin ungeschlagene Boxer sowie die WM-Herausforderer Abel Ramos und Petr Petrov. Er wurde dabei US-Meister der Verbände WBC und IBF im Halbweltergewicht.
Aufgrund seiner Erfolge wurde er in das Turnier World Boxing Super Series aufgenommen und besiegte dabei am 27. Oktober 2018 im Viertelfinale den ungeschlagenen Schweden Anthony Yigit vorzeitig in der siebenten Runde. Er gewann damit den vakanten IBF-Weltmeistertitel im Halbweltergewicht. Im Halbfinalkampf verlor er am 18. Mai 2019 nach Punkten gegen den Schotten Josh Taylor und schied daher aus dem Turnier aus.
Nach einem Sieg gegen Gabriel Bracero im Oktober 2019 boxte er am 3. Oktober 2020 gegen Jose Zepeda und verlor durch Knockout in der fünften Runde. Im Kampfverlauf waren beide Boxer jeweils viermal am Boden.
Seinen nächsten Kampf verlor er am 29. August 2021 durch Aufgabe nach der siebenten Runde gegen Montana Love.